# Полія зігнута
{{#ifeq:0|0|{{#if:Pohlia camptotrachela|{{#if:|[[]}}|[[]]}}}}
Полія зігнута (Pohlia camptotrachela) — вид мохів порядку головмохальних (Bryales).

## Поширення
Батьківщиною є Європа, Північна Америка, Південна Америка, Азія, Нова Зеландія.
Населяє кислий, гравійний або піщаний пошкоджений ґрунт, узбіччя, береги струмків; від низьких до високих висот.

## Характеристика
Рослини дрібні, зелені, тьмяні. Стебла 0.3–2.5 см. Листки ± прямовисні, ланцетні, 0.6–1.1 мм; краї від зубчастих до зубчастих у дистальній 1/3. Спеціалізоване безстатеве розмноження зазвичай присутнє в стерильному стані; пазушні геми в щільних скупченнях, сфероїдні, жовті, зелені або помаранчеві. Вид дводомний. Коробочкові ніжки оранжево-коричневі. Коробочка нахилена під кутом 95–180°, від коричневої до солом'яної, грушоподібна. Спори 16–21 мкм, дрібно шорсткі.